# Buthacus spatzi
Espèce
Synonymes
- Buthus spatzi Birula, 1911

Buthacus spatzi est une espèce de scorpions de la famille des Buthidae.

## Distribution
Cette espèce se rencontre en Tunisie et en Libye,.

## Systématique et taxinomie
Cette espèce a été décrite sous le protonyme Buthus spatzi par Birula en 1911. Elle est placée dans le genre Buthacus par Paul Pallary en 1937. Elle est placée en synonymie avec Buthacus arenicola par Wilson R. Lourenço en 2006. Elle est relevée de synonymie par Shlomo Cain, Eran Gefen et Lorenzo Prendini en 2021.

## Publication originale
- (de) Alekseï Bialynitski-Biroulia, « Scorpiologische Beiträge. 9. Buthus (Buthacus) spatzi, sp. nov. », Zoologischer Anzeiger (en), vol. 37, nos 6/7,‎ 1911, p. 137-142 (ISSN 0044-5231).